# Felicia Fox

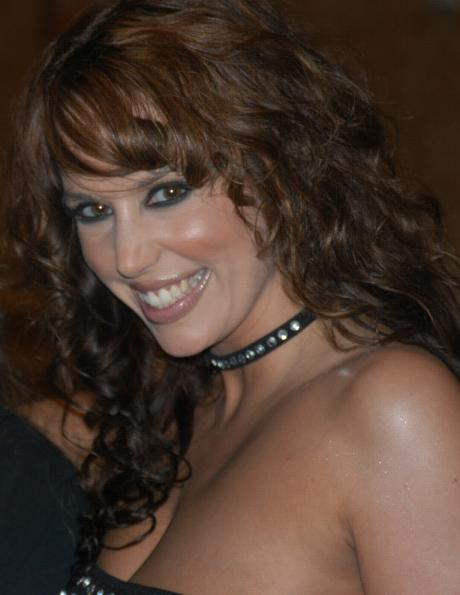
Felicia Fox bei den AVN Awards 2005

Felicia Fox (bürgerlich Elizabeth A. Wentz, * 25. Mai 1974 in Enon, Ohio) ist eine ehemalige US-amerikanische Pornodarstellerin.

## Leben

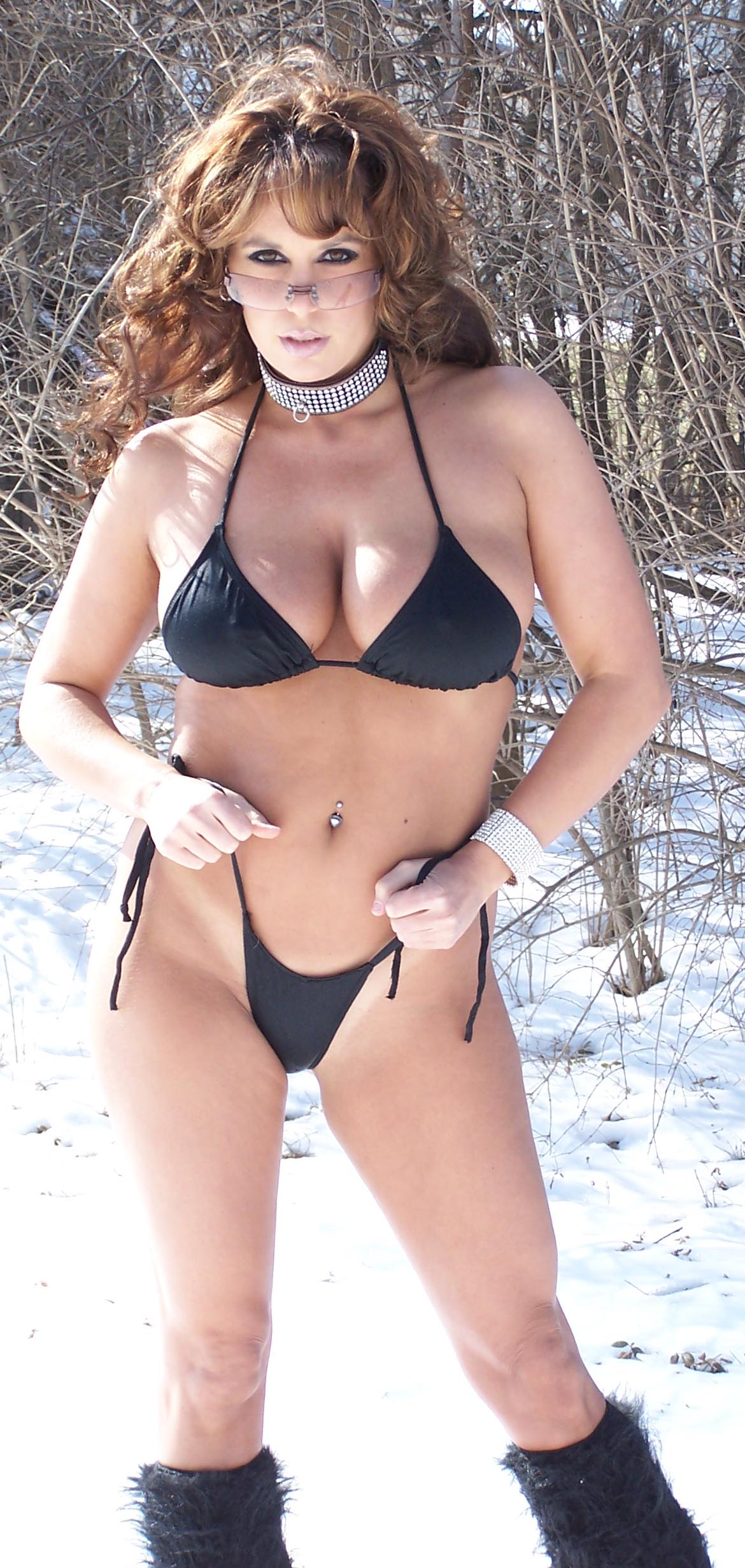
Felicia Fox im Bikini (2005)

Felicia Fox begann ihre Karriere im Jahr 1998 und war bis etwa 2007 aktiv. Laut IAFD hat sie in über 100 Filmen mitgewirkt. Sie hat unter anderen für Wicked Pictures, Elegant Angel, New Sensations, Vivid und Jill Kelly Productions gedreht.
Vor ihrer Karriere als Pornodarstellerin war sie auch als Nackt-Model, u. a. für das Swank-Magazin, tätig. Weitere Pseudonyme von ihr sind Felecia Fox, Tiffany Fox und Felicia Foxxx.
Fox gewann 2004 den AVN Award in der Kategorie Best Oral Sex Scene (Video). Außerdem gewann sie 2003 den NightMoves Award in der Kategorie Best National Feature Dancer sowie 2004 den XRCO Award als „Orgasmic Oralist“.

## Filmografie (Auswahl)
- 2000: More Than a Handful 9
- 2001: Matchmaker
- 2001: Scharfe Biester im Gruselschloss
- 2003: When the Boyz Are Away the Girlz Will Play 12
- 2004: Big Breasted Beauties
- 2005: Guilty Pleasures

## Auszeichnungen und Nominierungen
- 2000: Miss Nude Rising Star from Nudes-a-Poppin Festival, Ponderosa Sun Club
- 2003: NightMoves Award – „Best National Feature Dancer“
- 2004: AVN Award – „Best Oral Sex Scene in a Video“ (für Heavy Handfuls Nr. 3)
- 2004: XRCO Award – „Orgasmic Oralist“
- 2004: Exotic Dancer Award Nominierung – „Club Owner Favorite Feature Dancer“
- 2005: AVN Award Nominierung – „Best Solo Sex Scene“